# Explosão na Reduc em 1972
A Explosão na Reduc em 1972 foi um acidente industrial ocorrido na Refinaria de Duque de Caxias (Reduc) em Duque de Caxias, no estado do Rio de Janeiro, no Brasil. Na madrugada entre os dias 29 e 30 de março de 1972, um vazamento em um tanque esférico de Gás liquefeito de petróleo causou uma grande explosão, seguida por outras menores. Após horas de combate aos incêndios, bombeiros e a Petrobrás contabilizaram 38 mortos e 53 feridos, além de um prejuízo financeiro de cerca de 10 milhões de cruzeiros, sendo um dos piores acidentes industriais do Brasil.

## Antecedentes
A Refinaria de Duque de Caxias (Reduc) foi inaugurada em 1961. Com capacidade para produzir 24 mil metros cúbicos de petróleo por dia era a maior do país e da América do Sul até a construção da Refinaria de Paulínia. Além de petróleo, produzia derivados como borracha, plástico e processava gás. Apenas de Gás liquefeito de petróleo, a Reduc possuía capacidade para armazenar 7 803 toneladas cúbicas.

## Acidente
Na madrugada de 30 de março, durante uma manobra de válvulas, ocorreu um vazamento em um dos quatro tanques esféricos de GLP. Apesar dos esforços dos funcionários da refinaria, uma primeira explosão ocorreu às 0h50, seguida por outras menores. Partes do tanque foram lançadas a dois quilômetros de distância. O distrito de Campos Elíseos, localizado ao lado fábrica, entrou em pânico. Centenas de pessoas deixaram suas casas assustados com as explosões. Algumas conseguiram parar um trem da Estrada de Ferro Leopoldina que por ali passava implorando para ser evacuadas dali. Com a ampliação do incêndio, as brigadas da Petrobrás não conseguiram conter as chamas e bombeiros de toda a Baixada Fluminense foram deslocados para conter o desastre.